# Giovanni Battista Morelli
Giovanni Battista Morelli (Roma, ? - Madrid, 25 de julio de 1669) fue un escultor italiano del período barroco, activo en Italia, en España y posiblemente en Francia. Llegó a ser escultor de cámara de los reyes Felipe IV y Carlos II de España desde 1664 hasta su muerte en 1669.

## Inicios y etapa romana
Actualmente aún se conoce poco de la vida y de la obra de Morelli. La mayor parte de su obra citada en las fuentes de la época está perdida o no ha sido todavía identificada. Esta falta de suficiente obra conocida dificulta la atribución de otras cuya autoría podría corresponderle, si bien se han ido realizando avances de identificación en tiempos recientes. Morelli trabajó principalmente en estuco y terracota, aunque también se citan obras en bronce de su autoría.
Se sabe que fue discípulo en Roma del famoso escultor Alessandro Algardi. La documentación conservada en Italia nos informa que trabajó, bajo la dirección de Gian Lorenzo Bernini y junto a otros cuarenta artistas, en la campaña de decoración de las naves de la basílica de San Pedro efectuada entre los años 1646 y 1649. Durante esa campaña, además de recubrir de mármol el interior de la basílica, se esculpieron en estuco diversas alegorías, además de 56 medallones con los retratos de papas mártires, 192 querubines y 104 palomas alusivas al escudo de la familia Pamphili (pues era el papa Inocencio X Pamphili el que había ordenado la realización de las obras). La historiadora del arte Jennifer Montagu, especializada en escultura barroca, propuso la autoría de Morelli para la Alegoría de la Inocencia (1647), que adorna uno de los arcos de la nave central de la basílica y que habría sido la parte confiada al escultor dentro del proyecto decorativo general. Por su parte, el historiador del arte Roberto Alonso Moral le ha relacionado con los ángeles que acompañan el medallón que representa al papa san Símaco dentro de la misma campaña decorativa.
Posteriormente, bajo la dirección de Algardi, participó junto a otros artistas en las obras de renovación de la archibasílica de San Juan de Letrán, ordenada también por el papa Inocencio X como parte de los preparativos para la celebración del jubileo del año 1650. La historiadora Jennifer Montagu ha sugerido el relieve de la nave central que representa La expulsión de Adán y Eva del Paraíso como la obra que habría ejecutado Morelli en la campaña de renovación del edificio, siguiendo las muy detalladas instrucciones que se le facilitaron. También podría haber sido Morelli el escultor del friso decorativo del transepto de la iglesia de San Ignacio de Roma, según diseño de Algardi. Consta que en esa misma época realizó igualmente diversas obras para la familia Spada.

## Posible etapa francesa
La principal fuente de información que poseemos sobre la vida del artista es la biografía que sobre él escribió Antonio Palomino en su libro El Museo Pictórico y Escala Óptica, una obra fundamental para el conocimiento del mundo artístico español de su época. La biografía de Morelli forma parte de la que Palomino escribió sobre Diego Velázquez. En ella Palomino afirma que, tras los trabajos en Roma, el escultor se trasladó a Francia, donde habría trabajado en diversos proyectos para la monarquía francesa. No se ha encontrado hasta la actualidad ninguna prueba documental que confirme la afirmación de Palomino, si bien existen diversos indicios de que efectivamente fue así, incluido el hecho de que el escultor contrajo matrimonio con una mujer francesa. La historiadora Jennifer Montagu opina que su partida hacia Francia debió tener lugar en 1651, junto al escultor francés Michel Anguier que regresaba a su país en esa fecha tras su estancia en Roma. Se ha sugerido que el Palacio Mazarino, la iglesia de Val-de-Grâce y los nuevos aposentos de la reina Ana de Austria en el Palacio del Louvre, entonces en obras, podrían ser los lugares en los que Morelli podría haber trabajado, o cuyas obras podría haber conocido, durante su posible estancia francesa.

## Etapa española

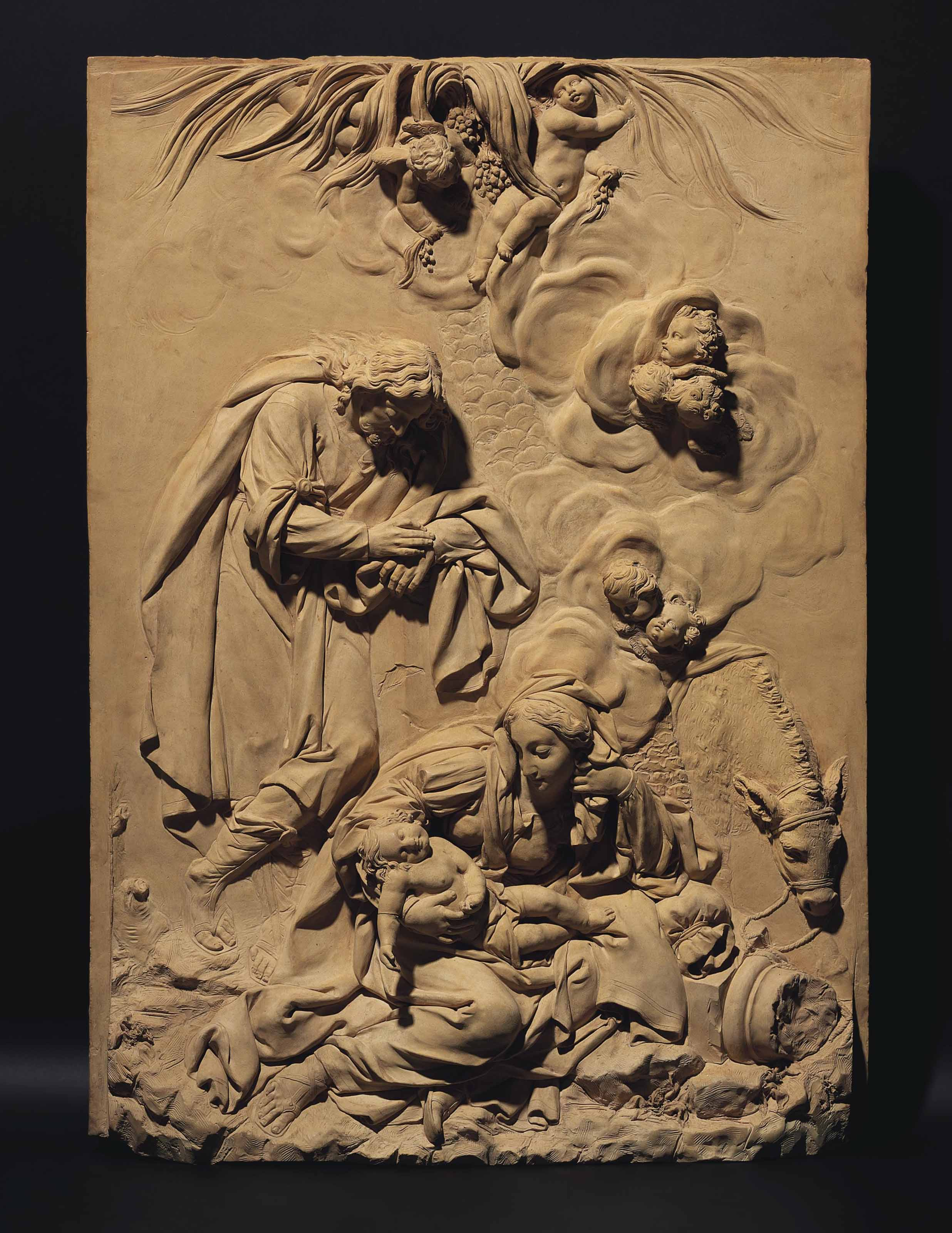
Descanso en la Huida a Egipto, hacia 1660, Museo Soumaya, Fundación Carlos Slim (Ciudad de México, México). Se cree que este relieve proviene de la Cartuja de Valldecrist

Morelli se trasladó a España en 1659, concretamente a Valencia, donde constan diversos trabajos suyos, como bajorrelieves y figuras de bulto en arcilla para la Cartuja de Valldecrist, además de un Cristo muerto y un Descendimiento en la catedral, y un Ecce Homo que coronaba la puerta del convento de los Capuchinos. No obstante, la documentación conservada prueba que antes de instalarse en España ya había ejecutado una serie de trabajos para el duque de Montalto, hecho que pudo ser realmente el desencadenante de su llegada. Constan una serie de pagos abonados a Morelli por el duque de Montalto entre julio de 1657 y octubre de 1658 por diversas obras, principalmente una serie de 18 bustos de miembros de su familia. De estos bustos hay noticia hasta 1870, año en el que el duque de Medina Sidonia (que era el propietario de los bustos como descendiente y heredero de los duques de Montalto) los trasladó a París para ser subastados. No obstante, no hay constancia acerca de si realmente llegaron a ser subastados y sobre qué fue de ellos posteriormente. Constan, además, otros trabajos realizados por Morelli para el duque de Montalto.
Según cuenta Palomino en su biografía, Morelli escribió a Velázquez, al que posiblemente había conocido en Roma durante la segunda estancia en Italia del pintor entre los años 1649 y 1651, y le hizo llegar diversas obras suyas, con la esperanza de que fueran presentadas al rey Felipe IV, como efectivamente ocurrió, siendo remunerado posteriormente por esas obras. Entre los trabajos que Palomino enumera como enviados a Velázquez hay unos Relieves de parejas de ángeles sosteniendo símbolos de la Pasión (tal vez los que a comienzos del siglo XX estaban en la colección del banquero Alberto Salcedo, en Madrid), un Cristo difunto sostenido por ángeles, un San Juan Bautista, un Niño Jesús dormido o un San Felipe Neri de medio cuerpo. Como consecuencia del éxito de estas obras, el escultor se trasladó desde Valencia a Madrid para trabajar en el entorno de la Corte. Consta que Morelli estaba ya al servicio de Felipe IV en 1661, siendo finalmente nombrado escultor de cámara el 13 de noviembre de 1664, cargo que conservó durante el reinado de Carlos II, tras fallecer Felipe IV en 1665.
Los inventarios del Alcázar de Madrid mencionan numerosas obras realizadas por Morelli, pero en la actualidad solo se conoce una de ellas, habiéndose perdido o estando todavía sin identificar las demás. Entre otras, los inventarios reales hechos a la muerte de Felipe IV mencionan las siguientes obras en el Alcázar de Madrid: Niño Jesús dormido, Niño Jesús con corona de espinas, La Poesía, Bacanales de niños, un Ecce Homo de medio cuerpo sobre una peana de ébano, un niño con una flauta, unos Relieves de ángeles con símbolos de la Pasión (posiblemente los ya mencionados como enviados por Morelli a Velázquez) y al menos once estatuas más de barro cocido. Además de estas obras los inventarios reales mencionan un San Juanito o San Juan Bautista niño en terracota, que perteneció a la colección real hasta que en el siglo XIX ingresó en el Museo del Prado, donde se conserva desde entonces, tratándose por lo tanto de la única obra de Morelli de autoría perfectamente documentada, junto con una decoración de estucos en el palacio de Aranjuez. Al parecer es el San Juan Bautista que Palomino menciona en su biografía de Morelli como una de las obras enviadas por el escultor a Velázquez desde Valencia para que le fueran presentadas al rey Felipe IV.

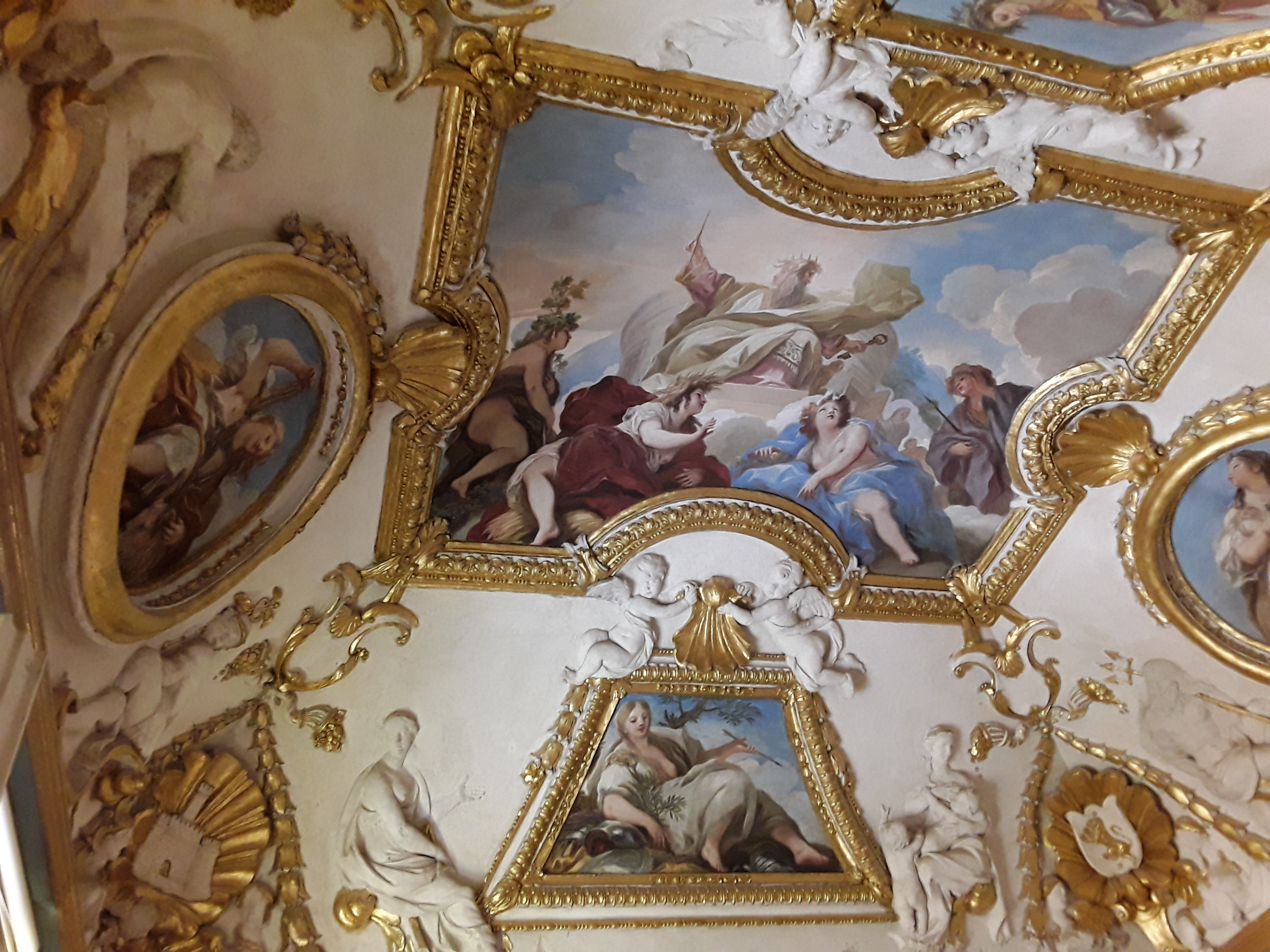
Techo del Despacho del Rey del Palacio de Aranjuez. Los estucos son obra de Morelli (hacia 1664) y los frescos fueron pintados por Luca Giordano (hacia 1696)

En el Palacio Real de Aranjuez ejecutó también otras obras, entre ellas unos mascarones de bronce para la Fuente de Hércules del Jardín de la Isla, que no se han conservado. Pero la principal obra realizada en Aranjuez consistió en la decoración en estuco de tres de los más importantes salones del palacio: el Despacho del Rey, la Cámara del Rey y la Galería de Paisajes. Únicamente los estucos del Despacho (de hacia 1664) han sobrevivido al paso del tiempo, a causa de haber estado ocultos por un falso techo posterior hasta el año 2002, en que fueron redescubiertos. Las figuras de estuco representan las virtudes (Esperanza, Caridad, Justicia y Prudencia), rodeadas por figuras de dioses y semidioses de la mitología: Hércules, Mercurio, Neptuno y Atlas, junto a putti y motivos ornamentales, básicamente festones, además de símbolos heráldicos y recuadros para incluir pinturas en su interior (que no fueron pintados hasta más de 30 años después, por Luca Giordano). Los trabajos no llegaron a terminarse, faltando la realización de algunas de las decoraciones y el acabado final de los estucos para dotarlos de un aspecto más depurado.
En 1668 el escultor efectuó también siete relieves y otras obras en la iglesia madrileña de San Antonio de los Portugueses, posiblemente siguiendo el modelo de las ya mencionadas en la iglesia de San Ignacio de Roma, que pudieron haber sido esculpidas por Morelli de acuerdo a los diseños de Alessandro Algardi. Estas obras no han llegado a nuestros días al haber sido destruidas a finales del siglo XVII para dejar sitio a los frescos pintados por Luca Giordano.
Constan diversas piezas de su autoría en los inventarios de los bienes de varias familias de la aristocracia española de entonces, prueba del éxito de sus obras en una época en la que con frecuencia no se mencionaban los nombres de los escultores en los inventarios. Entre ellos, el marqués del Carpio, el conde de Monterrey  o el Almirante de Castilla, en cuyas relaciones de bienes figuran obras de Morelli tales como fuentes, sátiros, Cristos en terracota, los siete planetas, tondos de ángeles con la Sabana Santa, etc.
El escultor falleció en Madrid el 25 de julio de 1669. Dejó a su muerte tres hijos, Magdalena, Juan Vicente y Mateo, los dos últimos de muy corta edad. Al estar fallecida también la madre y no contar con ningún familiar más en España, se hizo cargo de sus hijos varones el pintor de origen flamenco residente en Madrid Andrés Smidt, mientras su hija Magdalena ingresaba en el Colegio de Santa Isabel.

## Morelli y la infancia

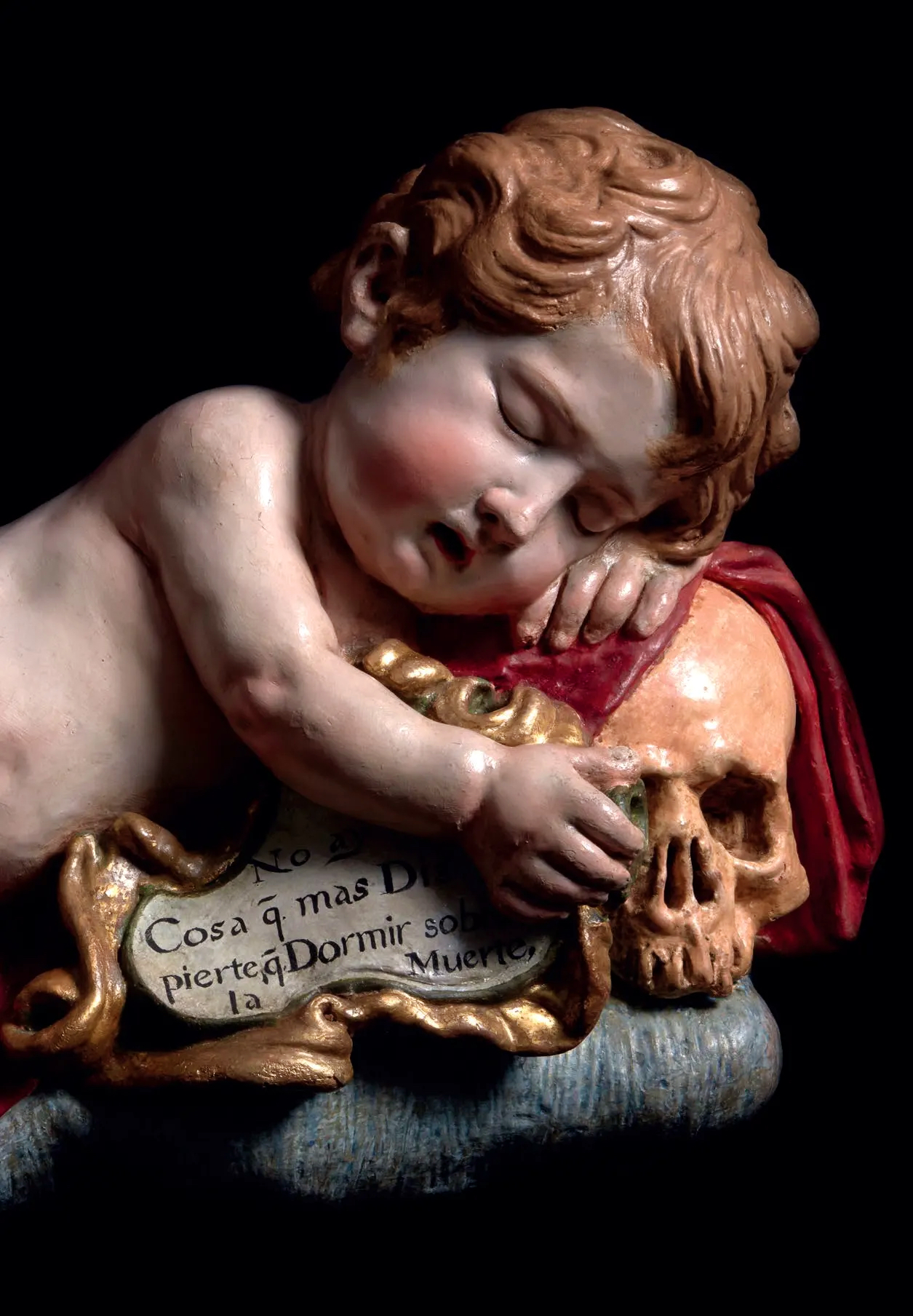
Detalle de uno de los “niños de Pasión” de Morelli, colección privada

Una de las características más destacadas del arte de Morelli es la continua representación de niños, tanto bajo la forma del Niño Jesús como de ángeles o de simples putti. Estas representaciones infantiles acostumbran a responder a un tipo característico que ha sido descrito como “de carrillos hinchados, boca pequeña, ojos vivos muy resaltados”  y de “particulares rizos agudos en el cabello”. El ya citado San Juanito del Museo del Prado así como los putti del palacio de Aranjuez, que son las dos únicas obras de autoría documentada de Morelli, han permitido ir identificando gradualmente otros trabajos suyos que hasta ahora se desconocían y que en parte resultan identificables por estas características. Destacan especialmente una serie de imágenes infantiles creadas con la finalidad de recordar la cortedad de la vida, en las que un niño, en principio representando al Niño Jesús, aparece durmiendo cerca o encima de algún símbolo que recuerda la presencia de la muerte, bien sea una cruz o una calavera. El fuerte contraste entre la gran ternura que inspiran esos niños al espectador y la consciencia de su desvalimiento ante el sufrimiento o la muerte servía al propósito de la meditación religiosa en el ámbito privado. Son ya varios de estos “niños de Pasión” los que se han ido identificando en los últimos años como obras de Morelli, además de sospecharse su autoría en otros conservados en varias colecciones privadas o públicas, entre ellos un “niño de Pasión” que figura todavía como de autor anónimo en el Museo Nacional de Escultura de Valladolid.